# Gillette Stadium
Le Gillette Stadium (auparavant CMGI Field et surnommé The Razor) est un stade de football américain et de soccer situé à Foxborough, au sud de Boston, dans le Massachusetts. Il est bâti sur le site de l'ancien Foxboro Stadium.
Depuis 2002, c'est le domicile des Patriots de la Nouvelle-Angleterre de la National Football League et des New England Revolution de la Major League Soccer. Le Gillette Stadium a une capacité de 68 628 places et dispose de 6 600 sièges de club, 86 suites de luxe (2 756 sièges) et 2 Super Suites. De plus, il est entouré de 16 500 places de stationnement.

## Histoire
Dans les années 1990, les Patriots ont besoin d'augmenter leurs revenus avec la construction d'un nouveau terrain de jeu afin de rester compétitif dans la National Football League, alors que le Foxboro Stadium est obsolète et plus économiquement viable. Robert Kraft, qui possède le stade depuis 1988, a acheté les Patriots de la Nouvelle-Angleterre en 1994 et commence une quête pour bâtir un stade plus rentable financièrement pour son équipe. Après avoir échoué avec la ville de Boston et l'État du Rhode Island, Kraft et les Patriots sont parvenus à un accord avec l'État du Connecticut pour construire une nouvelle enceinte à Hartford en 1998. Cependant, des problèmes avec le site choisi, les pressions externes de la ligue et d'autres sources poussent Robert Kraft à annuler l'accord conclu avec le Connecticut. Ayant besoin de financement pour édifier son stade, Kraft se tourne vers Gillette Corporation. Ses efforts se concentrent alors vers le site du Foxboro Stadium.
La ville de Foxborough approuve les plans de construction le 6 décembre 1999, et les travaux commencent le 24 mars 2000. Le premier événement officiel est une rencontre des New England Revolution, le 11 mai 2002. Les Rolling Stones y ont joué un concert du Licks Tour le 5 septembre 2002. La grande cérémonie d'ouverture a lieu le 9 septembre 2002, les Patriots de la Nouvelle-Angleterre y dévoilent leur bannière de champion du Super Bowl XXXVI avant un match contre les Steelers de Pittsburgh.
Le Gillette Stadium est construit pour un coût de 325 millions de dollars et porte le nom de "CMGI Field" pendant sa construction. La compagnie CMGI a acheté les droits d'appellation pour 120 millions de dollars sur 15 années, mais après le bust de la bulle Internet, Gillette Company rachète ces droits. Le stade est achevé pour remplacer le vétuste Foxboro Stadium qui est démoli en 2002.

### Une nouvelle surface de jeu
Le 14 novembre 2006, deux jours après qu'une pluie torrentielle a contribué à la détérioration de la pelouse du stade et à une défaite des Patriots contre les Jets de New York, la direction de l'équipe décide de remplacer le gazon naturel par une surface artificielle FieldTurf. Le premier match des Patriots sur cette nouvelle surface se conclut par une victoire (17-3) sur les Bears de Chicago le 26 novembre. À la fin de la saison régulière 2007, Tom Brady a un record de 31 victoires pour 2 défaites sur gazon artificiel.

## Patriot Place
Le Patriot Place est construit autour du stade et détenu par les Patriots. La phase 1 est ouverte à l'automne 2007. Elle est décrite comme un « super regional lifestyle and entertainment center ». La zone comprend Circuit City, Bed Bath & Beyond, Christmas Tree Shops, Staples et le premier Bass Pro Shops en Nouvelle-Angleterre. La phase 2 comprend un hôtel 4 étoiles et beaucoup d'autres points de vente et de restaurants. En décembre 2007, il est annoncé que CBS souhaite construire une discothèque et un restaurant sur le site. Les studios de WBZ-TV, copropriétaire de la station indépendante WSBK-TV, et de cinq stations locales appartenant à CBS Radio, seraient également transférés sur le site, qui serait appelé CBS Scene. Le Hall au Patriot Place, en l'honneur des réalisations et des Super Bowls de l'équipe, serait également installé dans cette Place.

## Événements
- Concert des Rolling Stones (Licks Tour), 5 septembre 2002
- MLS Cup, 20 octobre 2002
- Concert de Bruce Springsteen et E Street Band, 1-2 août 2003
- 4 matchs de la Coupe du monde de football féminin 2003
- AFC Championship Game, 18 janvier 2004
- Drum Corps International World Championship, 2005
- AFC Championship Game, 20 janvier 2008
- NCAA Men's Lacrosse Championship, 2008 et 2009
- Concert d'AC/DC, le 28 juillet 2009
- Concert de U2 (Sold OUT), 20 et 21 septembre 2009
- Concert de Taylor Swift (Sold OUT) le 5 juin 2010 pour le Fearless Tour
- Concert de Taylor Swift les 25 et 26 juin 2011 pour le Speak Now World Tour
- AFC Championship Game, 22 janvier 2012
- AFC Championship Game, 20 janvier 2013
- Concerts de Taylor Swift les 26 et 27 juillet 2013 pour le Red Tour
- AFC Championship Game, 18 janvier 2015
- Concerts de Taylor Swift (Sold OUT) les 24 et 25 juillet 2015 pour le 1989 Tour
- Concert de One Direction le 12 septembre 2015 pour le On The Road Again Tour
- Matchs de la Copa América Centenario, juin 2016
- Concert de Guns N' Roses pour le Not in This Lifetime... Tour, 19 juillet 2016
- Concert de Bruce Springsteen et E Street Band, 14 septembre 2016 (un des plus longs de sa carrière)
- AFC Championship Game, 22 janvier 2017
- Concert de U2, 30e anniversaire Joshua Tree Tour, 25 juin 2017
- Concerts de Taylor Swift (The Eras Tour) (Sold OUT), 19, 20 et 21 mai 2023

## Galerie

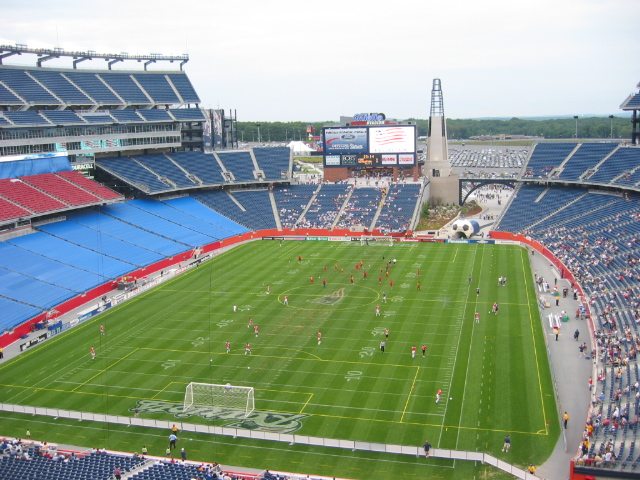
Rencontre de football
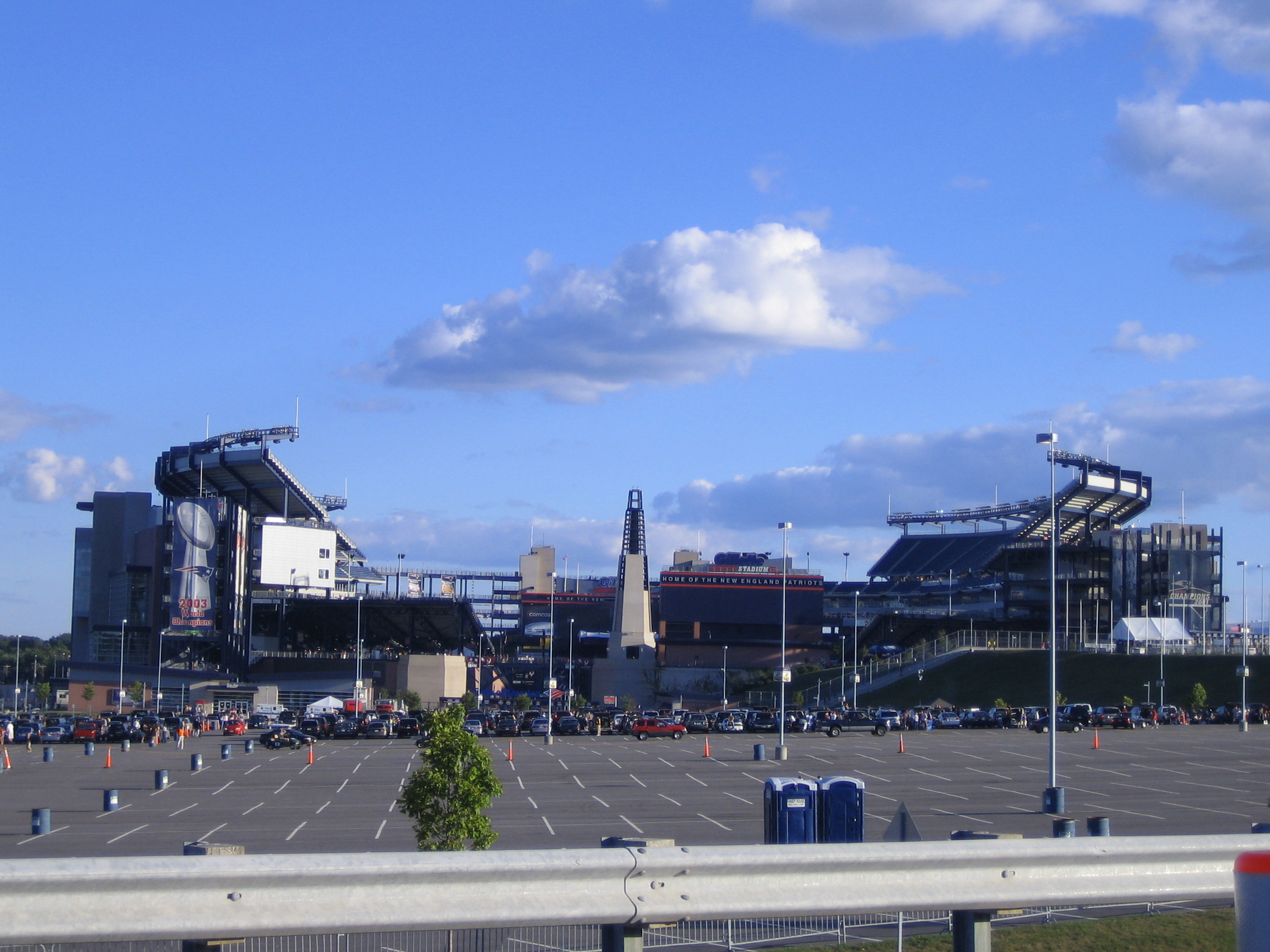
Vue extérieure
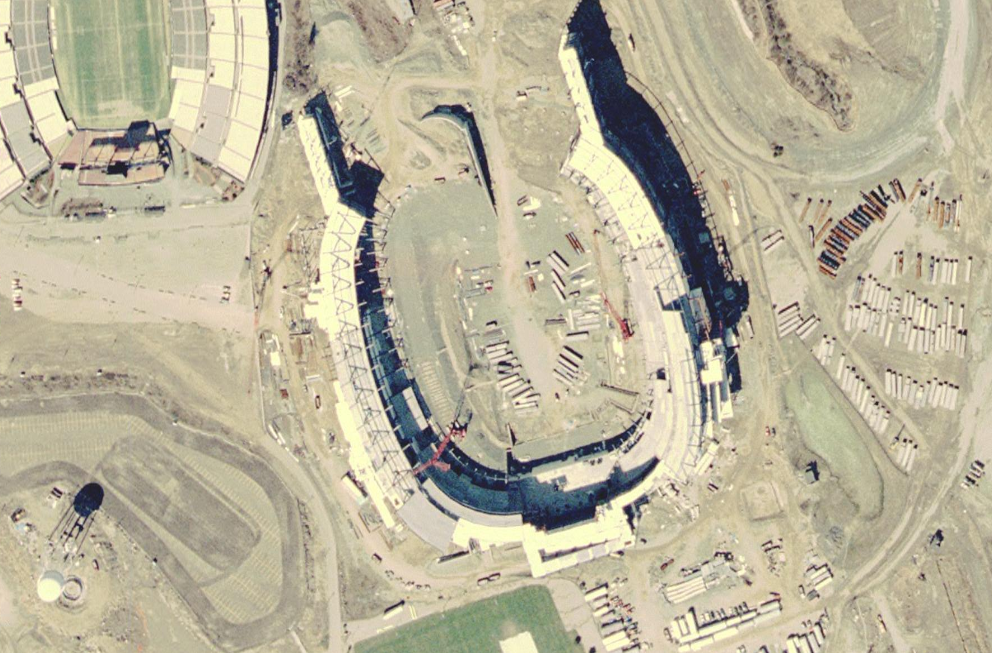
Image satellite de la construction
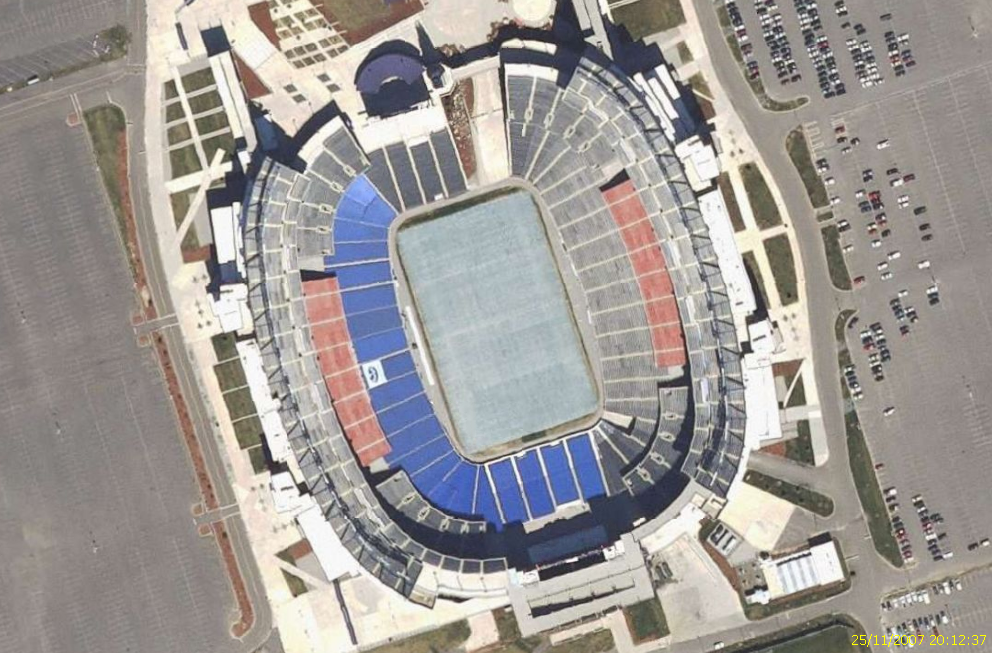
Image satellite
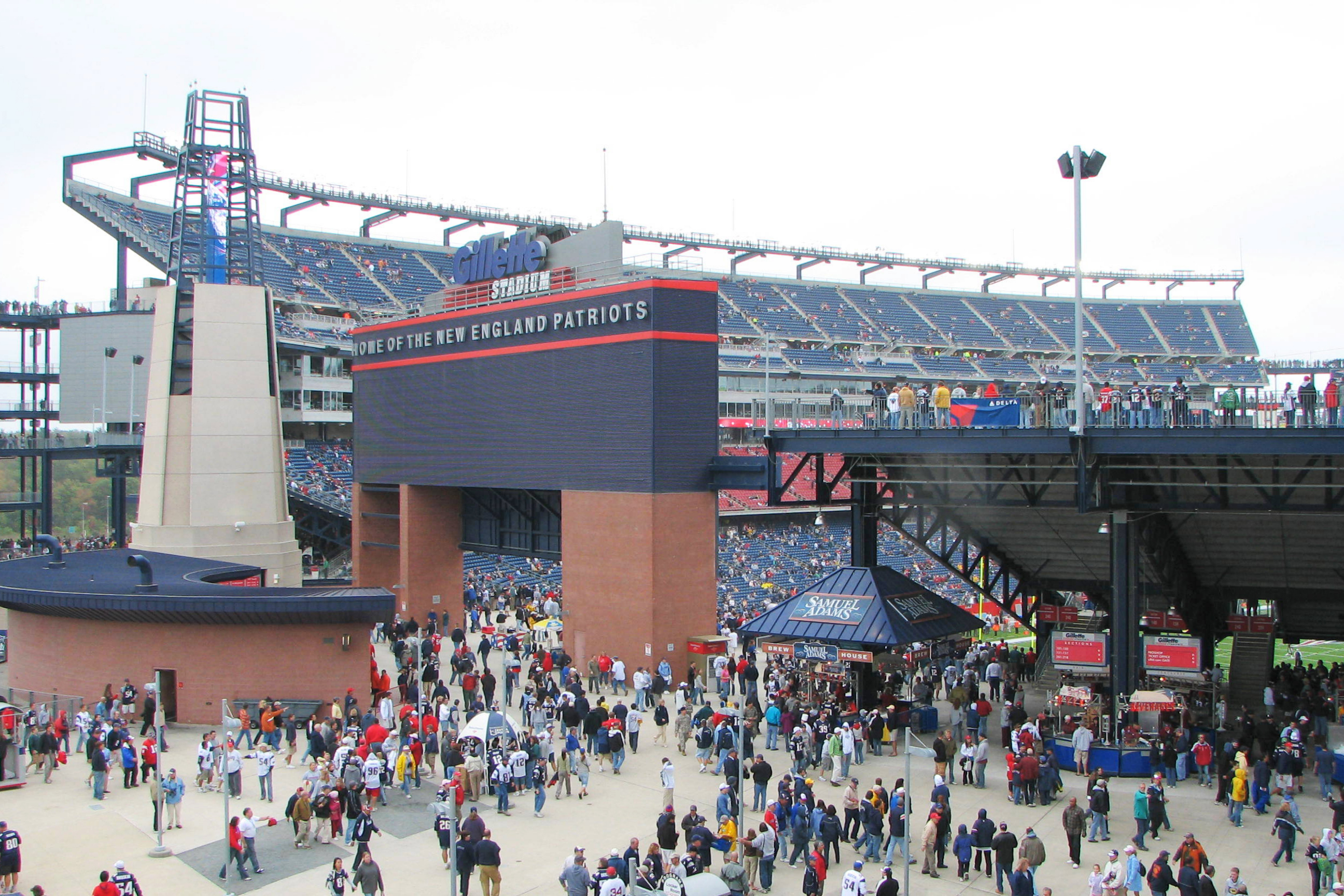
Entrée
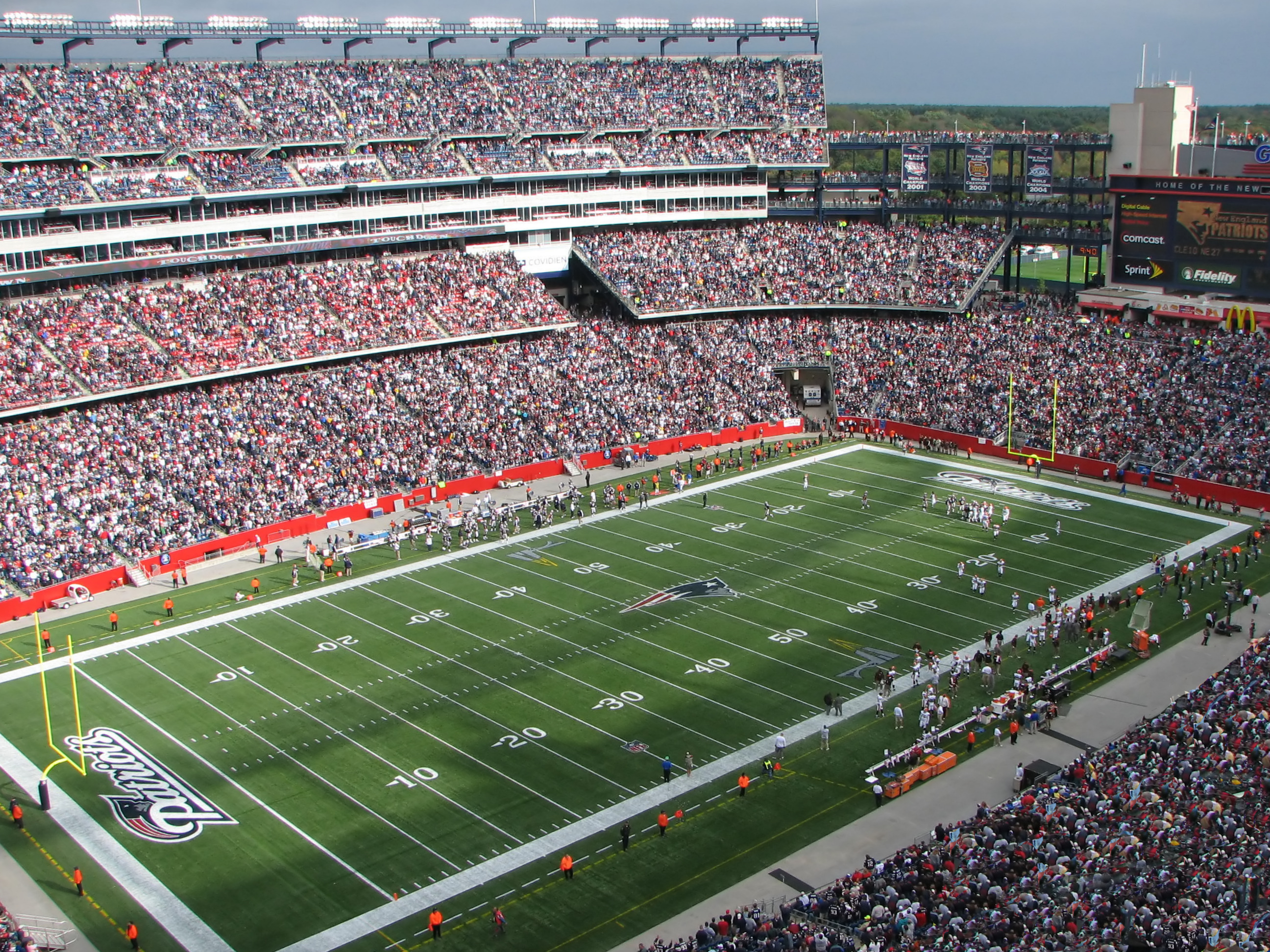
Vue intérieure
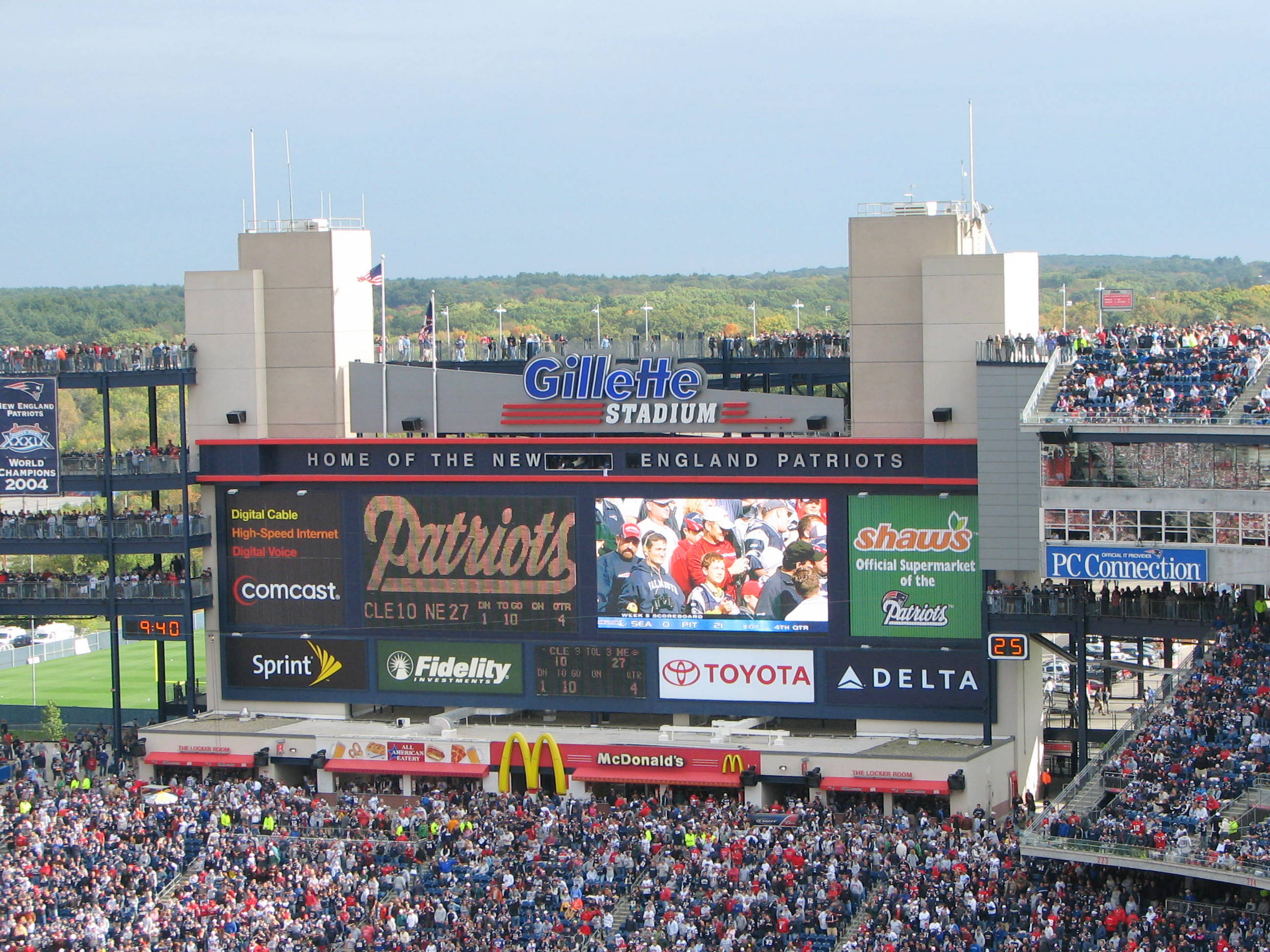
Tableau indicateur
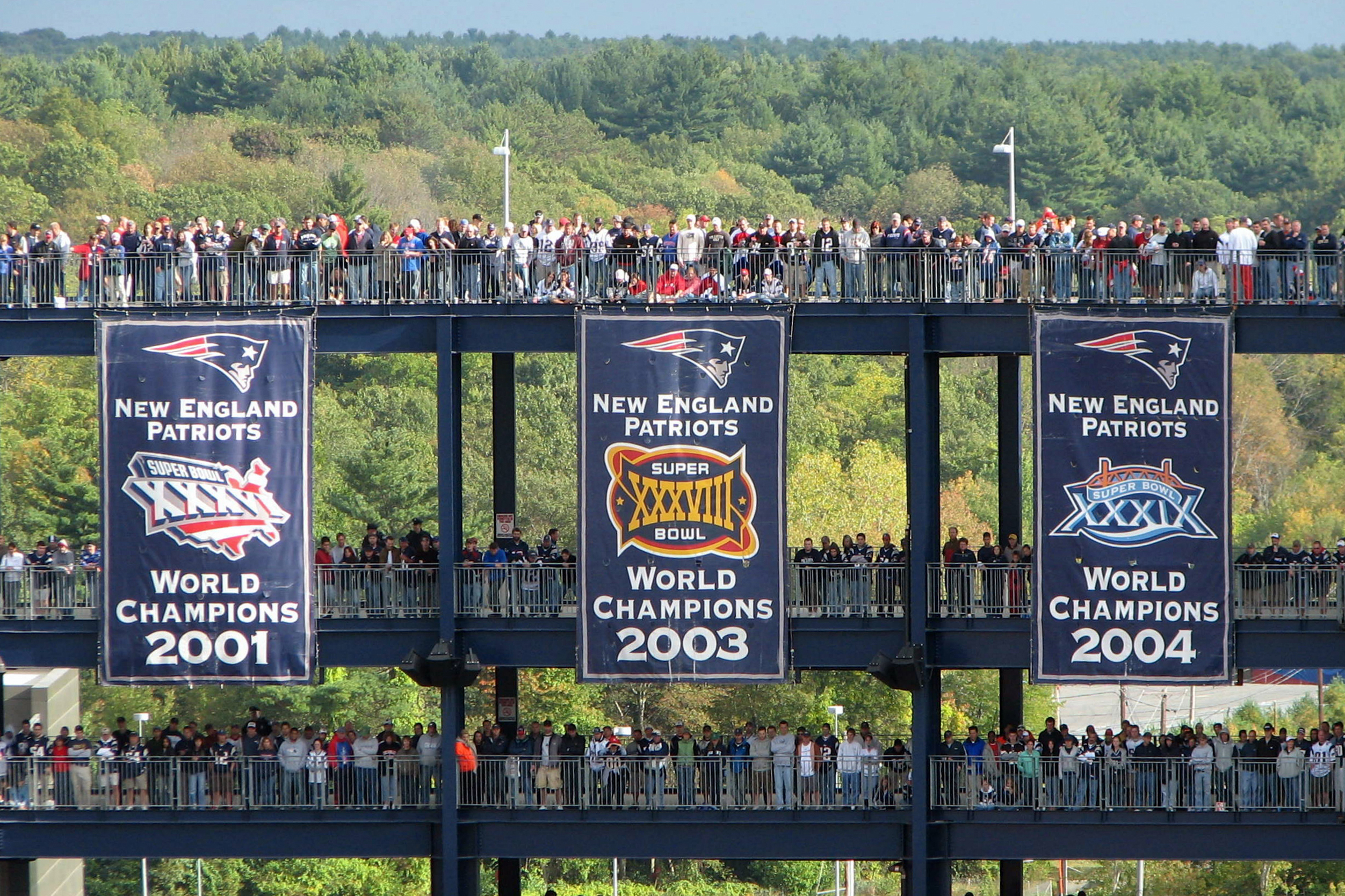
Bannières des Patriots
Autre logo